# Saison 2018-2019 du Racing Club de Lens
Maillots
Dernière mise à jour : 20 mai 2019.
Chronologie
Saison précédente Saison suivante

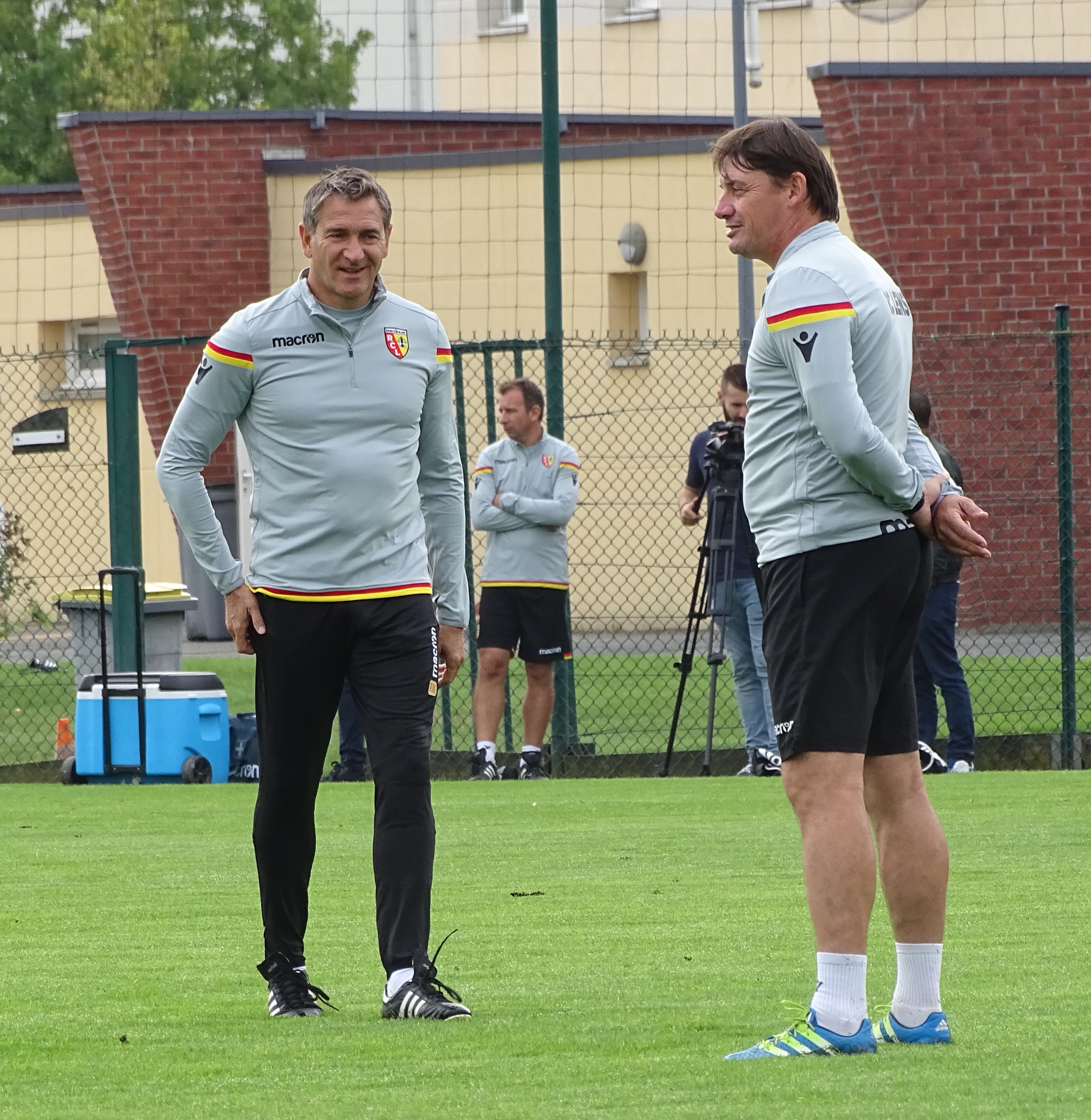
Philippe Montanier et Mickaël Debève, août 2018.

La saison 2018-2019 du Racing Club de Lens, club de  football professionnel français, est la 17e saison du club au sein de la Ligue 2, deuxième division française. C'est la quatrième année consécutive en Ligue 2 depuis 2015. Lors de la saison précédente (2017/2018), le club termine à la quatorzième place.
L'actionnaire Joseph Oughourlian de la société Solférino est propriétaire du club depuis 2016. 
L'équipe est entraînée par Philippe Montanier, qui remplace Éric Sikora, et le club est présidé par Joseph Oughourlian, qui a remplacé Gervais Martel le 30 septembre 2017.

## L'avant saison
- Le 15 mai 2018, Valentin Belon a prolongé son contrat de trois ans au club. Valentin Wojtkowiak et Maxence Carlier prolongent eux leur contrat de deux années supplémentaires[1].

- Le 22 mai 2018, le club passe devant la DNCG, afin de présenter le budget du club pour la saison 2018-2019, la Direction nationale du contrôle de gestion a rendu un avis favorable au Racing Club de Lens[2]. Dans la même journée Philippe Montanier est nommé entraîneur de l'équipe première du club, il a signé un contrat de deux ans plus une en cas de montée en Ligue 1[3].

- Le 23 mai, l'attaquant Mouaad Madri prolonge son contrat jusqu'en 2020.

- Le 24 mai , Bilal Bari jeune attaquant du club signe son premier contrat professionnel pour une durée d'un an[4].
- Le 18 juin, le club reprend l'entraînement avant d'effectuer un stage au Touquet[5].
- Du 5 au 12 juillet un second stage a lieu à Chambon-sur-Lignon, situé dans le département de la Haute-Loire en région Auvergne-Rhône-Alpes[5].

## Effectif professionnel
Note : Les numéros 12 et 17 ont été retirés par le club. En effet, le 12 représente le public lensois et le 17 le numéro que portait Marc-Vivien Foé, mort subitement le 26 juin 2003.

## Tableau des transferts
| Nom                    | Nationalité   | Poste              | Transfert                     | Fin du contrat | Provenance/Destination       | Division               |
| ---------------------- | ------------- | ------------------ | ----------------------------- | -------------- | ---------------------------- | ---------------------- |
| Arrivées               |               |                    |                               |                |                              |                        |
| Philippe Montanier     | France        | Entraîneur         | -                             | 2020           | -                            | -                      |
| Mickaël Debève         | France        | Entraîneur adjoint | -                             | -              | Toulouse FC                  | Ligue 1                |
| Bilal Bari             | France        | Attaquant          | Premier contrat pro           | 2019           | -                            | -                      |
| Jean-Louis Leca        | France        | Gardien            | Transfert                     | -              | AC Ajaccio                   | Ligue 2                |
| Yannick Gomis          | France        | Attaquant          | Transfert                     | 2021           | US Orléans                   | Ligue 2                |
| Fabien Centonze        | France        | Défenseur          | Transfert                     | 2022           | Clermont Foot 63             | Ligue 2                |
| Arial Mendy            | Sénégal       | Défenseur          | Transfert                     | -              | Diambars FC                  | Ligue 1                |
| Souleymane Diarra      | Mali          | Milieu             | Option d'achat levée          | 2020           | Újpest FC                    | OTP Bank Liga          |
| Moussa Maazou          | Niger         | Attaquant          | Retour de prêt                | 2020           | AC Ajaccio                   | Ligue 2                |
| Benjamin Gomel         | France        | Attaquant          | Premier contrat pro (3 ans)   | 2021           | -                            | -                      |
| Aleksandar Radovanovic | Serbie        | Défenseur          | Transfert                     | 2022           | FK Vojvodina                 | SuperLiga              |
| Massadio Haïdara       | France        | Défenseur          | Libre                         | 2020           | Newcastle United             | Premier League         |
| Ansou Sow              | Sénégal       | Attaquant          | Transfert                     | -              | ASC Jaraaf                   | Ligue 1                |
| Mehdi Tahrat           | Algérie       | Défenseur          | Transfert                     | 2020           | Angers SCO                   | Ligue 1                |
| El Hadji Ba            | France        | Milieu             | Libre                         | 2020           | FC Sochaux                   | Ligue 2                |
| Thierry Ambrose        | France        | Attaquant          | Prêt                          | 2019           | Manchester City FC           | Premier League         |
| Guillaume Gillet       | Belgique      | Milieu             | Libre                         | -              | Olympiakos                   | Superleague            |
| Seif Teka              | Tunisie       | Défenseur          | Libre                         | -              | Club Africain                | Ligue I                |
| Achraf Bencharki       | Maroc         | Milieu             | Prêt OA                       | 2019           | Al-Hilal                     | Saudi Premier League   |
| Grejohn Kyei           | France        | Attaquant          | Prêt                          | 2019           | Stade de Reims               | Ligue 1                |
| Départs                |               |                    |                               |                |                              |                        |
| Éric Sikora            | France        | Entraîneur         | -                             | -              | -                            | -                      |
| Nicolas Douchez        | France        | Gardien            | Résiliation                   | -              | Red Star FC                  | Ligue 2                |
| Karim Hafez            | Égypte        | Défenseur          | Retour de Prêt                | //             | Lierse SK                    | Proximus League        |
| Brice Dja Djédjé       | Côte d'Ivoire | Défenseur          | Retour de Prêt                | //             | Watford FC                   | Premier League         |
| Alex Gersbach          | Australie     | Défenseur          | Retour de Prêt                | //             | Rosenborg BK                 | Tippeligaen            |
| Clément Chantôme       | France        | Milieu             | Retour de Prêt                | //             | Stade rennais FC             | Ligue 1                |
| Mohamed Fofana         | Mali          | Défenseur          | Retraite                      | -              | -                            | -                      |
| Cristian Lopez,        | Espagne       | Attaquant          | Fin de contrat                | 2020           | SCO Angers                   | Ligue 1                |
| Frédéric Duplus        | France        | Défenseur          | Transfert                     | -              | OH Louvain                   | Proximus League        |
| Djiman Koukou          | Bénin         | Milieu             | Fin de contrat                | -              | -                            | -                      |
| Ivan Lendrić           | Croatie       | Attaquant          | Résiliation                   | -              | NK Olimpija Ljubljana        | Prva Liga              |
| Guillaume Beghin       | France        | Milieu             | Prêt                          | 2019           | US Boulogne                  | National               |
| Moussa Sylla           | France        | Défenseur          | Prêt                          | 2019           | Bourg-en-Bresse              | National               |
| Abdellah Zoubir        | France        | Attaquant          | Transfert (1 M€)              | -              | Qarabağ FK                   | Unibank Premyer Liqası |
| William Bianda         | France        | Défenseur          | Transfert (6 M€ + 5 M€ bonus) | 2023           | AS Roma                      | Serie A                |
| Abdelrafik Gérard      | France        | Milieu             | Transfert                     | -              | Union Saint-Gilloise         | Proximus League        |
| Dušan Cvetinović       | Serbie        | Défenseur          | Transfert                     | -              | Yokohama F. Marinos          | J League               |
| Benjamin Gomel         | France        | Attaquant          | Prêt                          | 2019           | US Boulogne                  | National               |
| Maxence Carlier        | France        | Défenseur          | Prêt                          | 2019           | Tours Football Club          | National               |
| Bilal Bari             | Maroc         | Attaquant          | Prêt                          | 2019           | Renaissance sportive Berkane | Botola Pro             |
| Thomas Ephestion       | France        | Milieu             | Transfert                     | 2021           | US Orléans                   | Ligue 2                |
| Kévin Fortuné          | France        | Attaquant          | Transfert                     | 2021           | ESTAC Troyes                 | Ligue 2                |
| Didier Desprez         | France        | Gardien            | Prêt                          | 2019           | JA Drancy                    | National               |

| Nom                    | Nationalité  | Poste     | Transfert              | Fin du contrat | Provenance/Destination | Division |
| ---------------------- | ------------ | --------- | ---------------------- | -------------- | ---------------------- | -------- |
| Arrivées               |              |           |                        |                |                        |          |
| Steven Fortes          | Cap-Vert     | Défenseur | Prêt                   | 2019           | Toulouse FC            | Ligue 1  |
| Modibo Sagnan          | France       | Défenseur | Prêt                   | 2019           | Real Sociedad          | Liga     |
| David Pereira Da Costa | France       | Milieu    | Premier contrat pro    |                | -                      | -        |
| Départs                |              |           |                        |                |                        |          |
| Moussa Maazou          | Niger        | Attaquant | Résiliation de contrat |                |                        |          |
| Benjamin Gomel         | France       | Attaquant | Prêt                   | 2019           | JA Drancy              | National |
| Cyrille Bayala         | Burkina Faso | Attaquant | Prêt                   | 2019           | FC Sochaux             | Ligue 2  |
| Modibo Sagnan          | France       | Défenseur | Transfert              | 2024           | Real Sociedad          | Liga     |

## Matchs amicaux
| Date            | Horaire | TV | Adversaire        | Lieu                   | Score | Buteur(s) du RCL                                | Buteur(s) adverse                             | Lien |
| --------------- | ------- | -- | ----------------- | ---------------------- | ----- | ----------------------------------------------- | --------------------------------------------- | ---- |
| 27 juin 2018    | 19h     |    | Le Touquet AC FCO | Le Touquet             | 1 - 0 | Modibo Sagnan (34e)                             | -                                             |      |
| 4 juillet 2018  | 18h     |    | US Boulogne       | Stade de la Libération | 1 - 1 | Bellegarde (73e)                                | Marco Cato (67e)                              |      |
| 11 juillet 2018 | 18h30   |    | Nîmes Olympique   | Pierrelatte            | 3 - 3 | Gomis (40e), Ben Amar (csc, 81e), Chouiar (90e) | Lybohy (22e), Bozok (44e), Haïdara (csc, 54e) |      |
| 17 juillet 2018 | 18h     |    | Valenciennes FC   | La Gaillette           | 2 - 2 | Gomis (45e), Fortuné (58e)                      | Haïdara (csc, 7e), Camara (36e)               |      |
| 21 juillet 2018 | 19h     |    | AS Saint-Etienne  | Stade Bollaert-Delelis | 0 - 1 | -                                               | Mathieu Debuchy (42e)                         |      |
| 11 octobre 2018 | 21h     |    | AC Padova         | Stade Bollaert-Delelis | 2 - 1 | Sagnan (10e) Ceccaroni (90e csc)                | Capello (67e)                                 |      |

## Championnat de Ligue 2

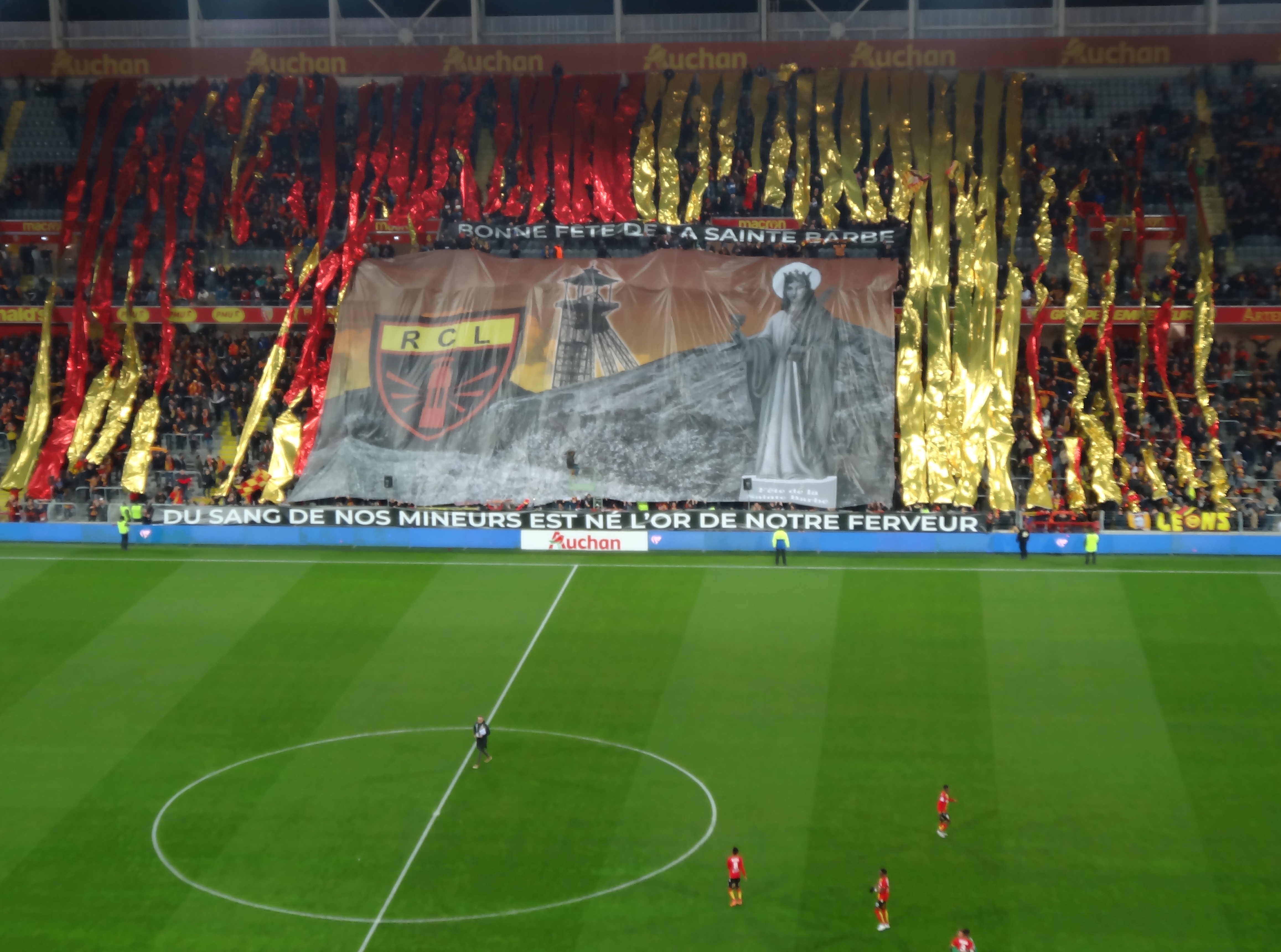
Tifo pour les fêtes de la Sainte-Barbe, lors de la 17e journée contre Brest.

### Matchs aller
| Date               | Horaire | TV               | Adversaire        | Lieu                      | Score | Buteur(s) du RCL                                                    | Buteur(s) adverse(s)                            | Affluence          | Lien |
| ------------------ | ------- | ---------------- | ----------------- | ------------------------- | ----- | ------------------------------------------------------------------- | ----------------------------------------------- | ------------------ | ---- |
| 27 juillet 2018    | 20h00   | BeIN sport 2     | US Orléans        | Stade de la Source        | 0 - 2 | Gomis (19e) Bellegarde (88e)                                        | -                                               | 5 000 spectateurs  |      |
| 4 août 2018        | 17h00   | beIN Sports 1    | Red Star FC       | Stade Bollaert-Delelis    | 1 - 0 | Fortuné (39e)                                                       | -                                               | 30 040 spectateurs |      |
| 10 août 2018       | 20h00   | beIN Sports 2    | AS Nancy-Lorraine | Stade Marcel Picot        | 0 - 3 | Gomis (7e) Tahrat (14e) Mesloub (54e)                               | -                                               | 11 648 spectateurs |      |
| 18 août 2018       | 15h00   | beIN Sports 1    | ES Troyes AC      | Stade Bollaert-Delelis    | 2 - 0 | Gomis (72e) Ambrose (90e+5)                                         | -                                               | 32 596 spectateurs |      |
| 1er septembre 2018 | 15h00   | beIN Sports 2    | FC Metz           | Stade Saint-Symphorien    | 2 - 0 | -                                                                   | Diallo (48e) Niane (90e+4)                      | 16 235 spectateurs |      |
| 15 septembre 2018  | 15h00   | beIN Sports 1    | FC Sochaux        | Stade Bollaert-Delelis    | 2 - 0 | Gomis (15e) Mesloub (63e)                                           | -                                               | 29 048 spectateurs |      |
| 24 septembre 2018  | 20h45   | Canal+ Sport     | Chamois niortais  | Stade René-Gaillard       | 1 - 2 | Gomis (18e) Ambrose (63e)                                           | Dona Ndoh (32e) s.p                             | 4 683 spectateurs  |      |
| 28 septembre 2018  | 20h00   | beIN Sports 2    | Paris FC          | Stade Bollaert-Delelis    | 0 - 0 | -                                                                   | -                                               | 26 027 spectateurs |      |
| 2 octobre 2018     | 19h00   | beIN Sports 1    | AS Béziers        | Stade de la Méditerranée  | 0 - 0 | -                                                                   | -                                               | 5 556 spectateurs  |      |
| 6 octobre 2018     | 15h00   | beIN Sports 1    | AJ Auxerre        | Stade de l'Abbé-Deschamps | 1 - 2 | Ambrose (38e) Kyei (81e)                                            | Adéoti (50e)                                    | 10 404 spectateurs |      |
| 22 octobre 2018    | 20h45   | Canal+ Sport     | GFC Ajaccio       | Stade Bollaert-Delelis    | 5 - 0 | Camara (13e csc), Gomis (15e, 19e), Ambrose (29e), Blayac (69e csc) | -                                               | 27 877 spectateurs |      |
| 27 octobre 2018    | 15h00   | beIN Sports 1    | Le Havre AC       | Stade Océane              | 2 - 1 | Tahrat (90e+1)                                                      | Moukoudi (45e+1), Fontaine (79e)                | 11 476 spectateurs |      |
| 3 novembre 2018    | 15h00   | BeIN sport max 4 | LB Châteauroux    | Stade Bollaert-Delelis    | 0 - 1 | -                                                                   | Mandanne (65e)                                  | 30 949 spectateurs |      |
| 10 novembre 2018   | 15h00   | beIN Sports 1    | Valenciennes FC   | Stade du Hainaut          | 4 - 2 | Kyei (36e), Gomis (63e) pén                                         | Mauricio (14e, 87e), Robail (54e), Roudet (72e) | 17 967 spectateurs |      |
| 24 novembre 2018   | 14h45   | beIN Sports 1    | Grenoble Foot 38  | Stade Bollaert-Delelis    | 0 - 0 | -                                                                   | -                                               | 21 193 spectateurs |      |
| 30 novembre 2018   | 20h00   | beIN Sports 2    | FC Lorient        | Stade du Moustoir         | 2 - 2 | Doucouré (75e), Gomis (89e sp)                                      | Hamel (8e), Claude-Maurice (36e)                | 8 917 spectateurs  |      |
| 4 décembre 2018    | 21h00   | beIN Sports 1    | Stade brestois    | Stade Bollaert-Delelis    | 2 - 1 | Court (24e csc), Diarra (44e)                                       | Charbonnier (85e)                               | 22 124 spectateurs |      |
| 15 décembre 2018   | 15h00   | beIN Sports 2    | Clermont Foot 63  | Stade Gabriel-Montpied    | 0 - 0 | -                                                                   | -                                               | 3 351 spectateurs  |      |
| 22 décembre 2018   | 15h00   | beIN Sports 1    | AC Ajaccio        | Stade Bollaert-Delelis    | 1 - 2 | Chouiar (27e)                                                       | Coutadeur (13e), Sawai (77e)                    | 25 099 spectateurs |      |

### Matchs retour
| Date            | Horaire | TV               | Adversaire        | Lieu                   | Score | Buteur(s) du RCL                                          | Buteur(s) adverse              | Affluence          | Lien |
| --------------- | ------- | ---------------- | ----------------- | ---------------------- | ----- | --------------------------------------------------------- | ------------------------------ | ------------------ | ---- |
| 14 janvier 2019 | 20h45   | Canal+ Sport     | Red Star FC       | Stade Bauer            | 1 - 0 | -                                                         | Abdeldjelil (2e)               | 3 734 spectateurs  |      |
| 19 janvier 2019 | 14h55   | beIN Sports 1    | AS Nancy-Lorraine | Stade Bollaert-Delelis | 2 - 1 | Bencharki (56e, 73e)                                      | Bassi (35e)                    | 19 741 spectateurs |      |
| 28 janvier 2019 | 20h45   | Canal+ Sport     | ES Troyes AC      | Stade de l'Aube        | 1 - 0 | -                                                         | Fortuné (57e)                  | 6 391 spectateurs  |      |
| 4 février 2019  | 20h45   | Canal+ Sport     | AS Béziers        | Stade Bollaert-Delelis | 3 - 0 | Gillet (15e), Gomis (30e sp), Bencharki (40e)             | -                              | 18 564 spectateurs |      |
| 9 février 2019  | 15h00   | beIN Sports 1    | FC Metz           | Stade Bollaert-Delelis | 0 - 0 | -                                                         | -                              | 24 941 spectateurs |      |
| 17 février 2019 | 13h00   | beIN Sports 1    | FC Sochaux        | Stade Bonal            | 0 - 1 | Chouiar (43e)                                             | -                              | 8 385 spectateurs  |      |
| 25 février 2019 | 20h45   | Canal+ Sport     | Chamois niortais  | Stade Bollaert-Delelis | 4 - 1 | Gomis (7e sp), Lapis (33e csc), Chouiar (55e), Kyei (63e) | Jacob (42e)                    | 22 604 spectateurs |      |
| 3 mars 2019     | 15h00   | beIN Sports 1    | Paris FC          | Stade Charléty         | 2 - 0 | -                                                         | Lopez (41e), Wamangituka (63e) | 7 804 spectateurs  |      |
| 9 mars 2019     | 15h00   | beIN Sports 1    | AJ Auxerre        | Stade Bollaert-Delelis | 2 - 0 | Gomis (37e sp), Kyei (79e)                                | -                              | 30 126 spectateurs |      |
| 18 mars 2019    | 20h45   | Canal+ Sport     | GFC Ajaccio       | Stade Ange-Casanova    | 1 - 0 | -                                                         | Armand (41e sp)                | 2 479 spectateurs  |      |
| 1er avril 2019  | 20h45   | Canal+ Sport     | Le Havre AC       | Stade Bollaert-Delelis | 0 - 0 | -                                                         | -                              | 33 093 spectateurs |      |
| 8 avril 2019    | 20h45   | Canal+ Sport     | LB Châteauroux    | Stade Gaston-Petit     | 0 - 0 | -                                                         | -                              | 9 246 spectateurs  |      |
| 13 avril 2019   | 15h00   | beIN Sports 1    | Valenciennes FC   | Stade Bollaert-Delelis | 0 - 0 | -                                                         | -                              | 32 895 spectateurs |      |
| 20 avril 2019   | 15h00   | Canal+ Sport     | Grenoble Foot 38  | Stade des Alpes        | 0 - 2 | Gomis (27e), Doucouré (71e)                               | -                              | 8 820 spectateurs  |      |
| 23 avril 2019   | 20h00   | BeIN sport 2     | FC Lorient        | Stade Bollaert-Delelis | 0 - 1 | -                                                         | Hamel (3e)                     | 32 120 spectateurs |      |
| 27 avril 2019   | 15h00   | beIN Sports 1    | Stade brestois    | Stade Francis-Le Blé   | 2 - 0 |                                                           | Court (35e), Autret (45e+1)    | 12 467 spectateurs |      |
| 4 mai 2019      | 15h00   | beIN Sports 2    | Clermont Foot 63  | Stade Bollaert-Delelis | 1 - 0 | Banza (80e)                                               |                                | 30 343 spectateurs |      |
| 10 mai 2019     | 20h45   | BeIN sport max 6 | AC Ajaccio        | Stade François-Coty    | 0 - 2 | Teka (10e), Bellegarde (76e)                              |                                | 3 387 spectateurs  |      |
| 17 mai 2019     | 20h45   | beIN Sports 2    | US Orléans        | Stade Bollaert-Delelis | 5 - 2 | Gomis (19e,45+1e sp,52e),Bellegarde (27e,57e)             | Talal (36e),Le Tallec (84e)    | 32 728 spectateurs |      |

### Play-offs

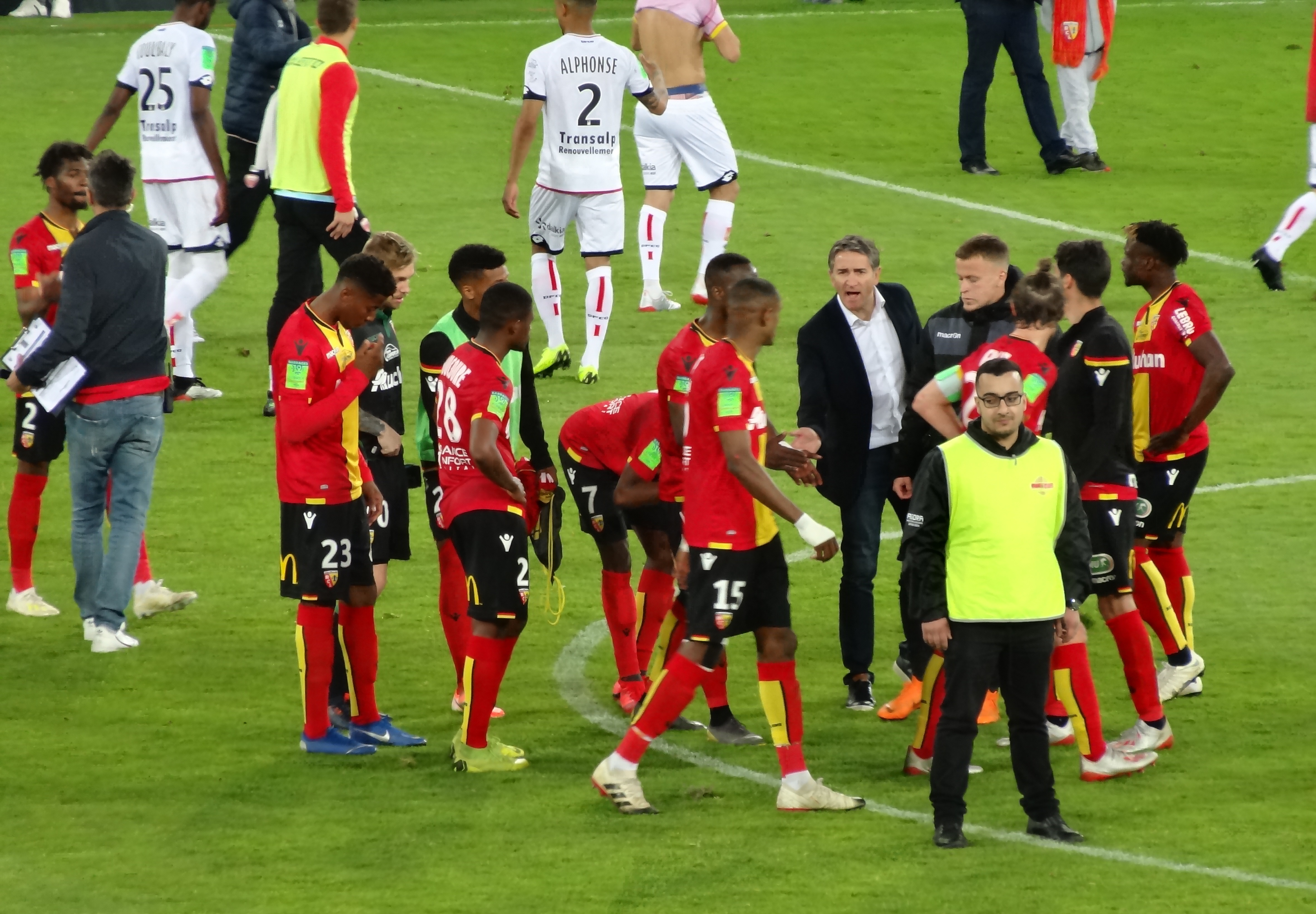
Les joueurs de Lens et leur entraîneur, après le barrage aller contre Dijon.

| Date        | Horaire | TV                          | Adversaire   | Lieu                   | Score           | Buteur(s) du RCL         | Buteur(s) adverse           | Affluence          | Lien |
| ----------- | ------- | --------------------------- | ------------ | ---------------------- | --------------- | ------------------------ | --------------------------- | ------------------ | ---- |
| 21 mai 2019 | 20h45   | Canal+ Sport, beIN Sports 1 | Paris FC     | Stade Charléty         | 1 - 1 (4-5 tab) | Ambrose (16e)            | Maletić (90e+4)             | 14 653 spectateurs |      |
| 24 mai 2019 | 18h00   | Canal+ Sport, beIN Sports 1 | ES Troyes AC | Stade de l'Aube        | 1 - 2 a. p.     | Gomis (3e), Banza (108e) | Pelé (44e sp)               | 13 257 spectateurs |      |
| 30 mai 2019 | 21h00   | Canal+ Sport, beIN Sports 1 | Dijon FCO    | Stade Bollaert-Delelis | 1 - 1           | Bellegarde (49e)         | Kwon (81e)                  | 37 355 spectateurs |      |
| 2 juin 2019 | 21h00   | Canal+ Sport, beIN Sports 1 | Dijon FCO    | Stade Gaston-Gérard    | 3 - 1           | Duverne (38e)            | Sliti (29e,90e), Saïd (70e) | 15 357 spectateurs |      |

### Classement général
Source : Classement officiel sur le site de la LFP.
| Rang | Équipe                 | Pts | J  | G  | N  | P  | Bp | Bc | Diff |
| ---- | ---------------------- | --- | -- | -- | -- | -- | -- | -- | ---- |
| 1    | FC Metz R              | 81  | 38 | 24 | 9  | 5  | 60 | 23 | +37  |
| 2    | Stade brestois 29      | 74  | 38 | 21 | 11 | 6  | 64 | 35 | +29  |
| 3    | ES Troyes AC R         | 71  | 38 | 21 | 8  | 9  | 51 | 28 | +23  |
| 4    | Paris FC               | 65  | 38 | 17 | 14 | 7  | 36 | 22 | +14  |
| 5    | RC Lens                | 63  | 38 | 18 | 9  | 11 | 49 | 28 | +21  |
| 6    | FC Lorient             | 63  | 38 | 17 | 12 | 9  | 51 | 41 | +10  |
| 7    | Le Havre AC            | 54  | 38 | 13 | 15 | 10 | 45 | 40 | +5   |
| 8    | US Orléans             | 52  | 38 | 15 | 7  | 16 | 51 | 53 | -2   |
| 9    | Grenoble Foot 38 P     | 50  | 38 | 13 | 11 | 14 | 41 | 45 | -4   |
| 10   | Clermont Foot 63       | 48  | 38 | 11 | 15 | 12 | 44 | 36 | +8   |
| 11   | LB Châteauroux         | 48  | 38 | 11 | 15 | 12 | 37 | 42 | -5   |
| 12   | Chamois niortais       | 47  | 38 | 11 | 14 | 13 | 34 | 41 | -7   |
| 13   | Valenciennes FC        | 43  | 38 | 11 | 10 | 17 | 52 | 61 | -9   |
| 14   | AS Nancy-Lorraine      | 42  | 38 | 12 | 6  | 20 | 36 | 50 | -14  |
| 15   | AJ Auxerre             | 41  | 38 | 10 | 11 | 17 | 34 | 36 | -2   |
| 16   | FC Sochaux-Montbéliard | 41  | 38 | 11 | 8  | 19 | 27 | 43 | -16  |
| 17   | AC Ajaccio             | 40  | 38 | 9  | 13 | 16 | 29 | 45 | -16  |
| 18   | GFC Ajaccio            | 39  | 38 | 9  | 12 | 17 | 30 | 54 | -24  |
| 19   | AS Béziers P           | 38  | 38 | 9  | 11 | 18 | 33 | 50 | -17  |
| 20   | Red Star FC P          | 30  | 38 | 7  | 9  | 22 | 28 | 58 | -30  |

Promotions et relégations
- Promotion en Ligue 1 2019-2020
- Barrages de promotion en Ligue 1
- Barrages de relégation en National
- Relégation en National 2019-2020

Abréviations
- P : Promu de National 2017-2018
- R : Relégué de Ligue 1 2017-2018

## Coupe de la Ligue
| Date         | Horaire | TV           | Adversaire | Lieu                       | Score           | Buteur(s) du RCL | Buteur(s) adverse | Affluence          | Lien |
| ------------ | ------- | ------------ | ---------- | -------------------------- | --------------- | ---------------- | ----------------- | ------------------ | ---- |
| 14 août 2018 | 18h30   | Canal+ Sport | Tours FC   | Stade de la Vallée du Cher | 0 - 1           | Sagnan (90e+3)   | -                 | 3 551 spectateurs  |      |
| 28 août 2018 | 20h45   | Canal+ Sport | FC Metz    | Stade Bollaert-Delelis     | 1 - 1 (3 tab 5) | Ba (86e)         | Jallow (45e+2)    | 14 963 spectateurs |      |

## Coupe de France
| Date             | Horaire | TV               | Adversaire       | Lieu                  | Score | Buteur(s) du RCL                                           | Buteur(s) adverse            | Affluence | Lien |
| ---------------- | ------- | ---------------- | ---------------- | --------------------- | ----- | ---------------------------------------------------------- | ---------------------------- | --------- | ---- |
| 17 novembre 2018 | 19h00   | -                | US Nogent        | Stade Pierre-Brisson  | 0 - 2 | Chouiar (44e, 47e)                                         | -                            |           |      |
| 8 décembre 2018  | 13h30   | Eurosport 2      | FC Versailles 78 | Stade Montbauron      | 2 - 4 | Mendy (17e), Bellegarde (24e), Kyei (62e), Bencharki (74e) | Abidi (9e), Chalali (43e)    |           |      |
| 6 janvier 2019   | 14h15   | France 3 Régions | Stade de Reims   | Stade Auguste-Delaune | 2 - 0 | -                                                          | Oudin (32e), Cafaro (36e sp) |           |      |

## Partenaires et  Sponsors
| Partenaires Principaux | Partenaires Officiels     | Partenaires média | Partenaires Institutionnel | Fournisseurs Officiels |
| ---------------------- | ------------------------- | ----------------- | -------------------------- | ---------------------- |
| Auchan                 | PMU                       | Horizon           | Région Hauts-de-France     | COCA-COLA              |
| Macron                 | Lebrun combustibles       |                   |                            | Agate Météo            |
|                        | Cheminées Philippe poeles |                   |                            | Gamm Vert              |
|                        | Artemis                   |                   |                            | Apréva                 |
|                        | Dupont Restauration       |                   |                            | Idverde                |
|                        | Kyrielys                  |                   |                            | Azurial                |
|                        | Groupe Lempreur           |                   |                            | Boulanger              |
|                        | MCDONALD'S                |                   |                            |                        |